# Горење Лакнице
Горење Лакнице (словен. Gorenje Laknice) је насељено место у општини Мокроног-Требелно, регија Југоисточна Словенија, Словенија.

## Историја
До територијалне реорганизације у Словенији било је у саставу старе општине Требње.

## Становништво
У попису становништва из 2011. године, Горење Лакнице је имало 92 становника.
| Број становника према пописима | Број становника према пописима | Број становника према пописима |
| ------------------------------ | ------------------------------ | ------------------------------ |
| 1991                           | 2002                           | 2011                           |
| 69                             | 69                             | 92                             |

Напомена: Године 2008. извршена је мања размена територија између насеља Горење Лакнице и Свети Врх.